# Polyrhachis follicula
Polyrhachis follicula är en myrart som beskrevs av Menozzi 1926. Polyrhachis follicula ingår i släktet Polyrhachis och familjen myror. Inga underarter finns listade i Catalogue of Life.